# Temporada 1977-1978 del Liceu
El febrer de la temporada 1977-1978 debutà Edita Gruberova al Liceu amb El rapte en el serrall.
| Temporada 1977-1978 del Liceu |                         |                     |                     | |               |                       |
| Òpera                         | Compositor              | Director musical    | Director d'escena   | Papers principals | Producció     | Dates                 |
| Carmen                        | George Bizet            |                     |                     | Vicenç Sardinero |               |                       |
| I due Foscari                 | Giuseppe Verdi          |                     |                     | Vicenç Sardinero, Pedro Lavirgen |               |                       |
| Aida                          | Giuseppe Verdi          | Ottavio Ziino       | Gerard Boireau      | Pedro Lavirgen, Liljana Molnar Talajic, Joan Pons, Fiorenza Cossotto, Ivo Vinco |               | 26 de novembre        |
| Linda di Chamounix            | Gaetano Donizetti       | Danilo Belardinelli |                     | Maddalena Bonifaccio, Giuseppina dalle Molle, Antonio Boyer, Alfredo Mariotti, Ferruccio Mazzoli |               | 2 de desembre         |
| L'africana                    | Giacomo Meyerbeer       | Antonio de Almeida  | Dídac Monjo         | Montserrat Caballé, Plácido Domingo, Joan Pons, Dimiter Petkov, Christine Weidinger |               | 3 de desembre         |
| Wozzeck                       | Alban Berg              | František Jílek     | Vaclav Veznik       | Frantisek Caban, Vilem Prybil, Jiri Olejnicek, Vladimir Krejcik | Òpera de Brno | 13 de desembre        |
| Guerra i Pau                  | Serguei Prokófiev       | Jan Stych           | Vaclav Veznik       | Jaroslav Soucek, Jaroslava Janská, Daniela Suryova, Libuse Lesmanova, Jindrich Doubech | Òpera de Brno | 10 de desembre        |
| Parisina d'Este               | Gaetano Donizetti       | Eve Queler          | Dídac Monjo         | Montserrat Caballé, Dalmau González, Vicenç Sardinero, Joan Pons |               | 18 al 22 de desembre  |
| La bohème                     | Giacomo Puccini         | Giuseppe Morelli    | Dídac Monjo         | Josep Carreras, Giovanni De Angelis, Dídac Monjo, Ileana Sinnone, Vicenç Sardinero |               | 23 al 27 de desembre  |
| Lucia di Lammermoor           | Gaetano Donizetti       | Giuseppe Morelli    |                     | Rosetta Pizzo, Umberto Grilli, Enric Serra, Gianfranco Casarini |               | al 6 de gener         |
| Adriana Lecouvreur            | Francesco Cilea         | Eugeni M. Marco     | Franco Vacchi       | Jaume Aragall, Pedro Lavirgen, Vito M. Brunetti, Josep Ruiz, Attilio D'Orazi |               | 5 de gener            |
| I Puritani                    | Vincenzo Bellini        | Gianfranco Rivoli   | Flavio Trevisan     | Carles Rivas, Gianfranco Casarini, Vittorio Terranova, Giorgio Zancanaro, Alfredo Heilbron, Rosa Maia Ysàs, Milena Dal Piva |               | 8, 10, 14 de gener    |
| Un ballo in maschera          | Giuseppe Verdi          | Gianfranco Rivoli   | Gianpaolo Zennaro   | Jaume Aragall/Luis Lima (24, 28 gener), Enriqueta Tarrés, Elena Baggiore, Franco Bordoni, Montserrat Aparici, Elena Baggiore, Eno Mucchiutti, Joan Pons, Eduard Soto, Manuel Garrido, Antonio Bernal                                   |               | 22, 24, 28 gener      |
| Tristany i Isolda             | Richard Wagner          | Kurt Woess          | Wernes Woess        | Helge Brilioth, Malcom Smith, Berit Lindholm, Günther Reich, Bartomeu Bardagí |               | 9 de febrer           |
| Andrea Chénier                | Umberto Giordano        | Nicola Rucci        | Maria Sofia Marasca | Amedeo Zambon, Franco Bordoni, Maria Coronada, Evelia Marcote, Sílvia Gasset, Montserrat Aparici, Joan Pons, Manuel Garrido, Eduard Soto, Dídac Monjo, Josep Ruiz, Alfredo Heilbron, Rafael Campos, Joan Baptista Rocher, Félix Vargas |               | 11, 14 i 18 de febrer |
| El rapte en el serrall        | Wolfgang Amadeus Mozart |                     |                     | Edita Gruberova |               | febrer                |
| Werther                       | Jules Massenet          | Francis Balagna     | Gianpaoloz Ennaro   | Alfredo Kraus, Pierre Le Hemonet, Christian Portanier, Josep Ruiz, Manuel Garrido |               | 23, 26 i 28 de febrer |
| Madama Butterfly              | Giacomo Puccini         | Michelangelo Veltri | Dídac Monjo         | Miwako Matsumoto, Flora Raffanelli, Sílvia Gasset, Beniamino Prior, Arturo Testa, Dídac Monjo, Manuel Garrido, Joan Pons, Rafael Campos                                                                                                |               | 16, 19, 22, 25 febrer |
| El giravolt de maig           | Eduard Toldrà           |                     |                     | |               |                       |
| Assassinio nella cattedrale   | Ildebrando Pizzetti     |                     |                     | |               |                       |